# Lumban Barat
Lumban Barat is een bestuurslaag in het regentschap Humbang Hasundutan van de provincie Noord-Sumatra, Indonesië. Lumban Barat telt 1687 inwoners (volkstelling 2010).